# Joseph-Xavier Perrault
Pour les articles homonymes, voir Perrault.
Joseph-Xavier Perrault (27 mai 1836 – 7 avril 1905) est un instituteur et un homme politique québécois,.

## Biographie
Joseph-Xavier Perreault est né à Québec en 1836, petit-fils de Joseph-François Perrault. Il a étudié au Petit Séminaire de Québec, puis à l'Université de Durham et au Royal Agricultural College en Angleterre et à l'École d'agriculture de Grignon en France. Il a tenté de mettre en place des écoles d'agriculture à son retour au Québec en 1857, mais n'a pas assez recruté d'étudiants. Il a également été secrétaire du bureau d'Agriculture et de la Chambre d'Agriculture du Bas-Canada et rédacteur au Journal de l'Agriculteur et des Travaux de la Chambre d'Agriculture du Bas-Canada. En 1863, il a été élu à l'Assemblée législative de la province du Canada pour la circonscription de Richelieu. Perrault s'est opposé à la Confédération canadienne. 
Membre de la Société Saint-Jean-Baptiste de Montréal depuis au moins 1867, il contribue aux activités de celle-ci, devient vice-président à compter de 1895, puis président quelques mois avant son décès.
En 1885, il a œuvré à l'établissement de la Chambre de Commerce de Montréal. Il a représenté la Chambre et le gouvernement fédéral à des expositions internationales. Il a été nommé chevalier de la Légion d'honneur.

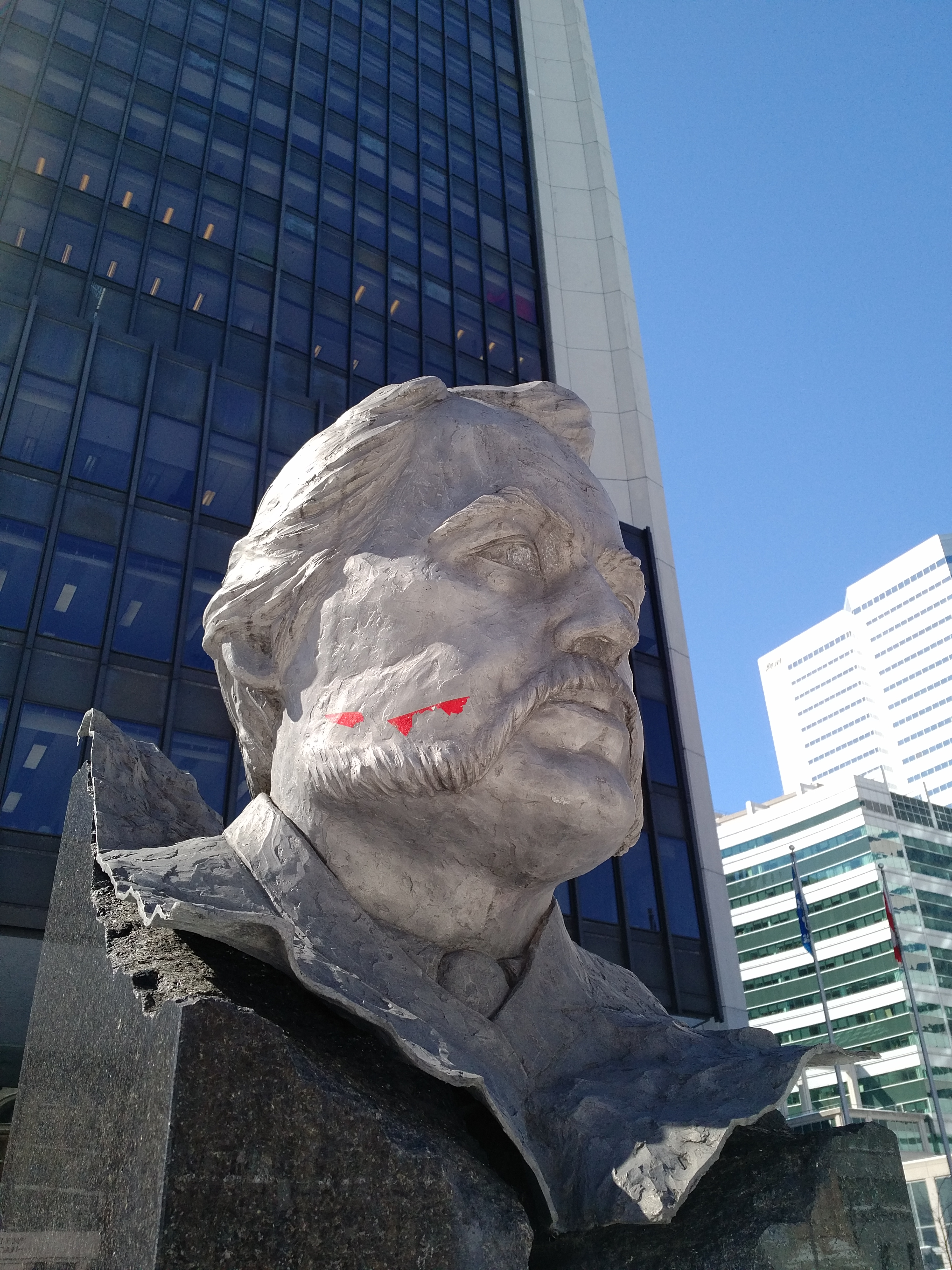
Buste de Joseph-Xavier Perrault devant l'édifice de la bourse de Montréal, Place Victoria. Il fut vice-président de la Chambre de commerce du district de Montréal, peu après sa reconnaissance légale en 1887, jusqu'en 1890.

Il est mort à Montréal en 1905 et enterré au cimetière Notre-Dame-des-Neiges.